# Dům U Glauerů
Dům U Glauerů (též rodný dům J. L. Zieglera) je historický dům č. p. 85 v ulici V Kopečku v Hradci Králové.

## Historie
Dům je původně gotický, v 16. století byl renesančně přestavěn. Z této doby také pochází renesanční štít domu. V roce 1782 se v domě narodil kněz a buditel Josef Liboslav Ziegler. V roce 1882 pak byla na fasádu umístěna pamětní deska, která tuto událost připomíná. Dům prošel většími stavebními zásahy při rekonstrukci na přelomu 60. a 70. let 20. století. Od roku 1958 je chráněnou kulturní památkou. Dům je koncipován jako obytný a obchodní, v přízemí je provozována restaurace.

## Architektura
Jedná se o třípodlažní třítraktový řadový městský dům se sedlovou střechou. Hlavní průčelí, orientované do ulice V Kopečku, je úzké, pouze dvouosé. V přízemí jsou dva klenuté otvory: vlevo výkladec a vpravo vstup. Oblouky těchto otvorů jsou zdůrazněny plochou archivoltou, přízemí pak je završeno kordonovou římsou. Okna v patrech jsou vsazena v profilovaných šambránách, ve 2. patře pak jsou lemována i římsami. Nejzajímavějším prvkem hlavního průčelí je renesanční obloučkový štít. Zadní fasáda, směřující do dvora, není tak zdobná: je trojosá, dělená lizénovými rámy, okna jsou v plochých šambránách a štít je trojúhelníkový.
Přízemí v uličním traktu (pohostinství) je zaklenuto valenou klenbou s lunetami, střední trakt je zaklenut segmentově valeně a zadní trakt je plochostropý, stejně jako všechny ostatní prostory v domě. Zachovalý klenutý sklep je propojen se sklepy sousedních domů v ulici.